# 瑪格麗特·希金斯
瑪格麗特·希金斯（英語：Marguerite Higgins，1920年9月3日—1966年1月3日）是一位美國的戰地記者，曾親赴第二次世界大戰、韓戰及越南戰爭中採訪，因為其在韓國深入戰場的報導和成就而聲名大噪，並成為普立茲獎的第一位女性得主。

## 早年
瑪格麗特·希金斯的父親，勞倫斯·希金斯（Lawrence Higgins）在香港的造船公司任職，而她也因此在那出生，三年後希金斯一家人就搬回美國。之後希金斯就讀於柏克萊加州大學，在大一時加入校園刊物《加州人日報》（The Daily Californian）的寫作陣容、也成為一兄弟姐妹會（Gamma Phi Beta，ΓΦΒ）的會員。1941年拿到法語文學士的學位，之後又以哥倫比亞大學的新聞學碩士身分畢業。

## 戰地記者生涯
希金斯到《紐約先驅論壇報》任職兩年後，即1944年時，由於渴望成為戰地記者，而說服了上司派他去歐洲，先後駐過倫敦和巴黎。1945年3月時調去德國，並在4月親身採訪了同盟國軍解放達豪集中營的經過、並因為在武裝親衛隊投降時協助過友軍，而獲得美國陸軍頒發戰役勳章，之後也報導了紐倫堡大審。
1950年，希金斯當上先驅論壇報東京分社的社長。當她到日本不久後，韓戰就爆發了，於是與同事一起組成了首批進入韓國上火線報導的戰地記者團之一。6月28日凌晨，就在朝鮮人民軍攻入首都漢城（今首爾）之前，希金斯與3位同事目睹了漢江大橋爆破事件，也因此困在漢江北岸。當乘著竹筏才得以過河後，希金斯趕去美軍在水原的指揮部，但是指揮官沃爾頓·沃克將軍卻以女性不應在前線、軍方無暇保障其安全為由，要求她離開韓國。希金斯卻繼續將請求向上呈報，傳到了沃克的長官——道格拉斯·麥克阿瑟上將那邊。麥克阿瑟之後拍電報給先驅論壇報，寫道：「對女記者入韓的禁令已經解除了，瑪格麗特·希金斯要受到所有人對專業的最高尊重」。
因此，希金斯對麥克阿瑟的請求獲得了成功，而得以繼續留在該國從事前線報導工作，而這對一位女性戰地記者而言算是項重要的創舉。她在該年9月15號時跟隨著投入仁川登陸戰的美國海軍陸戰隊部隊、很快地建立了傑出戰地記者的形象，報導風格也頗受美國公眾歡迎。10月時《生活雜誌》發表了一篇以她為主題的文章。1951年，希金斯將自己在韓國的見聞寫成一書，很快就在市面上大賣。她也因為在韓戰當中的報導，而在1951年成為第一位獲得普立茲獎的女子，獎項為國際報導獎。1952年，她與在柏林分社時認識的美國空軍少校威廉·伊凡斯·霍爾結婚，育有一子一女。
希金斯在之後的記者生涯中還進行過數次外事報導，採訪的對象包括了西班牙元首弗朗西斯科·佛朗哥、蘇聯最高領導人赫魯雪夫和印度總理尼赫魯等外國高官。1953年，到越南報導奠邊府戰役，並差點於一次與知名戰地記者羅伯特·卡帕並肩行走的過程中喪命——羅伯特·卡帕便是在那次意外中誤觸地雷而身亡。1955年，她到先驅論壇報新創設的莫斯科分社擔任社長。1963年，加入《華盛頓新聞報》，接著再度前往越南報導戰事，在當地造訪數百座村莊、採訪過許多要員，之後將這段時期的經歷出書，名作。

## 逝世及後續
瑪格麗特·希金斯於1965年外派越南期間，不慎感染了一種稱作「利什曼病」的熱帶疾病，之後使她於1966年1月3日在華盛頓特區病逝，享年45歲。希金斯最後與其丈夫霍爾一起下葬於阿靈頓國家公墓。
2010年9月2日，大韓民國政府將修交勳章（수교훈장）追授給瑪格麗特·希金斯，外交通商部部長柳明桓在首爾將這項榮譽交給希金斯的女兒和孫子。
- 修交勋章兴仁章（韩国，2010年9月2日[9]）